# 阿拉普拉姆
阿拉普拉姆（Allapuram），是印度泰米尔纳德邦Vellore县的一个城镇。总人口26660（2001年）。

## 人口
该地2001年总人口26660人，其中男性13215人，女性13445人；0—6岁人口2804人，其中男1379人，女1425人；识字率75.54%，其中男性为80.67%，女性为70.49%。